# Lac Oumbozero
Le lac Oumbozero (en russe : Умбозеро, nommé d'après son émissaire, l'Oumba) est un lac de Russie situé dans l'oblast de Mourmansk.
Le lac est bordé à l'ouest par le massif des Khibiny et à l'est par le massif du Lovozero. D'une superficie de 422 km2, sa profondeur atteint 115 m pour une moyenne de 15 m. Le lac gèle à partir de fin octobre. Trois espèces de poisson peuplent ses eaux[Lesquelles ?].